# Mistrovství světa v ledním hokeji 1937

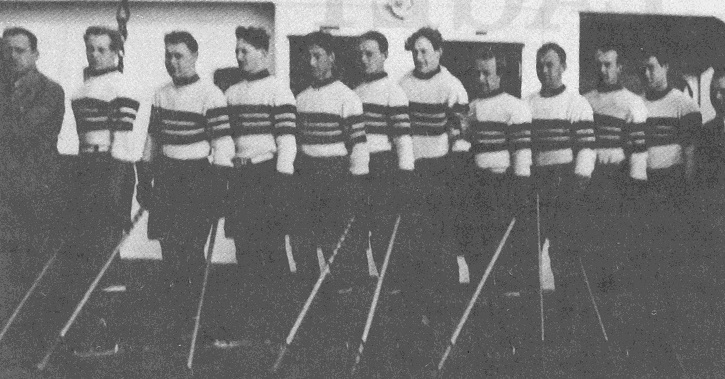
Norské hokejové mužstvo na MS 1937

11. mistrovství světa  a 22. mistrovství Evropy v ledním hokeji probíhalo ve dnech 17. – 27. února 1937 v Londýně ve Velké Británii.
Na turnaj se přihlásilo 11 mužstev, rozlosovaných do tří kvalifikačních skupin. První tři mužstva ze skupiny A a C, a první dvě ze skupiny B postoupila do dvou semifinálových skupin, ze kterých první dva týmy postoupily do finálové skupiny. Hrálo se systémem každý s každým. Hrací doba byla 3 x 15 minut.

## Výsledky a tabulky

### Skupina A
|    |                | GBR  | GER  | HUN  | ROM  | V | R | P | Skóre | B |
| 1. | Velká Británie | ***  | 6:0  | 7:0  | 11:0 | 3 | 0 | 0 | 24:0  | 6 |
| 2. | Německo        | 0:6  | ***  | 2:2p | 4:2  | 1 | 1 | 1 | 6:10  | 3 |
| 3. | Maďarsko       | 0:7  | 2:2p | ***  | 4:1  | 1 | 1 | 1 | 6:10  | 3 |
| 4. | Rumunsko       | 0:11 | 2:4  | 1:4  | ***  | 0 | 0 | 3 | 3:19  | 0 |

 Maďarsko –  Rumunsko 4:1 (2:1, 0:0, 2:0)
17. února 1937 (15:00) - Londýn (Harringay Arena)

Branky Maďarska: 2. Sándor Miklós, 3. András Gergély, 40. György Margó, 45. Sándor Miklós

Branky Rumunska: 14. Paul Anastasiu

Rozhodčí:  Alfred Steinke (GER), Carl Erhardt (GBR)
Maďarsko: István Hircsák]– Miklós Barcza, Pál Bekési-Bliesener – Zoltán Jeney, Sándor Miklós, László Róna – Béla Háray, György Margó, Laszló Blazejovsky – András Gergély.
Rumunsko: Emil Maesciuc – Paul Anastasiu, Gheorghe Buia – Laszló Biró, Constantin Cantacuzino, Robert Sadowski – Anton Panenca, Iuliu Rabinovici, Alexandru Botez.
 Velká Británie –  Německo 6:0 (1:0, 1:0, 4:0)
17. února 1937 (21:00) - Londýn (Wembley Empire Pool)

Branky Velké Británie: 10. Gordon Dailley, 28. John Davey, 33. Archibald Stinchcombe, 38. Alexander Archer, 43. Alexander Archer, 44. Alexander Archer

Rozhodčí: Natan Ališ (TCH), Sándor Minder (HUN)
Velká Británie: James Foster – Gordon Dailley, Paul McPhail – Alexander Archer, Archibald Stinchcombe, Jimmy Kelly – John Davey, Edgar Brenchley, Norm McQuade.
Německo: Wilhelm Egginger – Rolf Haffner, Horst Orbanowski – Karl Kögel, Rudolf Ball, Herbert Schibukat – Philipp Schenk, Roman Kessler, Karl Wild – Günther Kelch.
 Velká Británie –  Maďarsko 7:0 (0:0, 2:0, 5:0)
18. února 1937 (21:00) - Londýn (Harringay Arena)

Branky Velké Británie: 19. Jimmy Anderson, 24. Gordon Dailley, 33. Edgar Brenchley, 33. Archibald Stinchcombe, 33. Jimmy Anderson, 35. Edgar Brenchley, Gordon Dailley

Rozhodčí: Alfred Steinke (GER), André Poplimont (BEL)
Velká Británie: James Foster – Gordon Dailley, Jimmy Anderson – Alexander Archer, Archibald Stinchcombe, Jimmy Kelly – Edgar Brenchley, James Chappell,[Norm McQuade – John Coward.
Maďarsko: István Hircsák – Miklós Barcza, Pál Bekési-Bliesener – Zoltán Jeney, Sándor Miklós, László Róna – Béla Háray, György Margó, Laszló Blazejovsky – András Gergély.
 Německo –  Rumunsko 4:2 (0:0, 1:0, 3:2)
18. února 1937 (22:30) - Londýn (Harringay Arena)

Branky Německa: 27. Karl Kögel, 2:0 Karl Kögel, 3:0 Hans Lang, 42. Philipp Schenk

Branky Rumunska: 41. Lájos Vakar, 43. Laszló Biró

Rozhodčí: Carl Erhardt (GBR), Géza Lator (HUN)
Německo: Wilhelm Egginger – Rolf Haffner, Horst Orbanowski – Philipp Schenk, Rudolf Ball, Hans Lang – Walter Schmiedinger, Karl Kögel, Herbert Schibukat.
Rumunsko: Pál Sprencz – Paul Anastasiu, Gheorghe Buia – Lájos Vakar, Anton Panenca, Wilhelm Suck – Laszló Biró, Iuliu Rabinovici, Ion Petrovici.
 Velká Británie –  Rumunsko 11:0 (3:0, 5:0, 3:0)
19. února 1937 (21:00) - Londýn (Wembley Empire Pool)

Branky Velké Británie: 1. Gordon Dailley, 2:0 Norm McQuade, 3:0 Alexander Archer, 17. Edgar Brenchley, 18. Edgar Brenchley, 6:0 Alexander Archer, 7:0 Norm McQuade, 8:0 John Davey, 9:0 Alexander Archer, 10:0 Paul McPhail, 42. John Davey

Rozhodčí: Theo Kaufmann (GER), Tadeusz Sachs (POL)
Velká Británie: James Foster – Gordon Dailley, Paul McPhail – Alexander Archer, Archibald Stinchcombe, Jimmy Kelly – Edgar Brenchley, James Chappell, Norm McQuade – John Davey].
Rumunsko: Pál Sprencz – Paul Anastasiu, Gheorghe Buia – Lájos Vakar, Anton Panenca, Wilhelm Suck – Laszló Biró, Iuliu Rabinovici, Ion Petrovici.
 Maďarsko –  Německo 2:2 (1:0, 0:0, 0:1 – 0:0, 0:0, 1:1pp)
19. února 1937 (22:45) - Londýn (Wembley Empire Pool)

Branky Maďarska: 6. Sándor Miklós, 63. Sándor Miklós

Branky Německa: 1:1 Karl Wild, 60. Horst Orbanowski

Rozhodčí: Carl Erhardt (GBR), Hans Trauttenberg (AUT)
Maďarsko: István Hircsák – Miklós Barcza, Pál Bekési-Bliesener – Béla Háray, Sándor Miklós, András Gergély – Róbert Lonyai, György Margó, Laszló Blazejovsky – Ferenc Szamósi.
Německo: Theo Kaufmann – Rolf Haffner, Gustav Jaenecke – Horst Orbanowski, Roman Kessler, Karl Wild – Günther Kelch, Philipp Schenk, Hans Lang – Walter Schmiedinger.

### Skupina B
|    |           | SUI  | TCH | NOR  | V | R | P | Skóre | B |
| 1. | Švýcarsko | ***  | 2:2 | 13:2 | 1 | 1 | 0 | 15:4  | 3 |
| 2. | ČSR       | 2:2  | *** | 7:0  | 1 | 1 | 0 | 9:2   | 3 |
| 3. | Norsko    | 2:13 | 0:7 | ***  | 0 | 0 | 2 | 2:20  | 0 |

- Rakousko odřeklo účast.

 Československo –  Norsko 7:0 (2:0, 3:0, 2:0)
17. února 1937 (22:45) – Londýn (Wembley Empire Pool)

Branky a nahrávky Československa: 5. Jaroslav Císař ([Alois Cetkovský), 8. Oldřich Kučera (Josef Maleček), 20. Ladislav Troják, 24. Josef Maleček, 24. Oldřich Kučera (Josef Maleček), 32. Oldřich Kučera, 37. Josef Maleček

Rozhodčí: André Poplimont (BEL), Theo Kaufmann (GER)

Vyloučení: 4:1 (využití 0:0)
ČSR: Bohumil Modrý – Jan Košek, Jan Michálek – František Pergl, Josef Maleček, Oldřich Kučera – Ladislav Troják, Alois Cetkovský, Jaroslav Císař – František Pácalt.
Norsko: Ernst Henriksen – Hans Jensen, Johan Narvestad – Ole Brodahl, Per Dahl, Knut Bögh – Gustav Edvardsen, Eugen Skalleberg, Bjärne Bye.
 Švýcarsko -  Norsko 	13:2 (3:1, 6:1, 4:0)
18. února 1937 (15:45) – Londýn (Harringay Arena)

Branky a nahrávky Švýcarska: 1:0 Beat Rüedi (Charles Kessler), 2:1 Richard Torriani (Ferdinand Cattini), 3:1 Heini Lohrer, 4:1 Richard Torriani (Hans Cattini), 5:1 Heini Lohrer (Herbert Kessler), 6:1 Hans Cattini (Richard Torriani), 7:1 Richard Torriani (Ferdinand Cattini), 8:1 Ferdinand Cattini (Hans Cattini), 9:1 Ferdinand Cattini (Hans Cattini), 10:2 Richard Torriani, 11:2 Ferdinand Cattini (Richard Torriani), 12:2 Heini Lohrer (Herbert Kessler), 13:2 Charles Kessler (Beat Rüedi). 

Branky Norska: 1:1 Ole Brodahl, 9:2 Eugen Skalleberg.

Rozhodčí: Natan Ališ (TCH), Carl Erhardt (ENG)
Švýcarsko: Arnold Hirtz – Franz Geromini, Albert Geromini – Richard Torriani, Hans Cattini, Ferdinand Cattini – Charles Kessler, Heini Lohrer, Beat Rüedi – Herbert Kessler.
Norsko: Ernst Henriksen – Hans Jensen, Johan Narvestad, Kolbjörn Fjeldstad – Ole Brodahl, Per Dahl, Knut Bögh – Gustav Edvardsen, Eugen Skalleberg, Bjärne Bye.
 Československo –  Švýcarsko 	2:2 (0:0, 2:1, 0:1)
19. února 1937 (22:45) – Londýn (Harringay Arena)

Branky Československa: 19. Josef Maleček (Oldřich Kučera), 21. Ladislav Troják.

Branky Švýcarska: 28. Ferdinand Cattini (Hans Cattini), 42. Herbert Kessler (Charles Kessler).

Rozhodčí: André Poplimont (BEL), Frank de Marwitz (ENG)

Vyloučení: 4:1 (využití 0:0)
ČSR: Bohumil Modrý – Jan Košek, Jan Michálek – František Pergl, Josef Maleček, Oldřich Kučera – Ladislav Troják, Alois Cetkovský, Jaroslav Císař.
Švýcarsko:  Arnold Hirtz – Franz Geromini, Albert Geromini – Richard Torriani, Hans Cattini, Ferdinand Cattini – Charles Kessler, Heini Lohrer, Herbert Kessler – Beat Rüedi.

### Skupina C
|    |         | CAN  | POL | FRA  | SWE | V | R | P | Skóre | B |
| 1. | Kanada  | ***  | 8:2 | 12:0 | 9:0 | 3 | 0 | 0 | 29:2  | 6 |
| 2. | Polsko  | 2:8  | *** | 7:1  | 3:0 | 2 | 0 | 1 | 12:9  | 4 |
| 3. | Francie | 0:12 | 1:7 | ***  | 2:1 | 1 | 0 | 2 | 3:20  | 2 |
| 4. | Švédsko | 0:9  | 0:3 | 1:2  | *** | 0 | 0 | 3 | 1:14  | 0 |

 Kanada –  Francie 12:0 (2:0, 5:0, 5:0)
17. února 1937 (21:00) – Londýn (Harringay Arena)

Branky a nahrávky Kanady: 1:0 James Kemp, 2:0 Ralph Redding (Douglas Keiver), 3:0 James Kemp, 4:0 James Kemp, 5:0 Douglas Keiver (George Goble), 6:0 Wilson (Botterill), 7:0 Botteril (James Kemp), 8:0 Paul Kozak (George Goble), 9:0 James Kemp, 10:0 William Burnett, 11:0 James Kemp (William Burnett), 12:0 William Burnett.

Rozhodčí: Tadeusz Sachs (POL), Frank de Marwicz (ENG)
Kanada: Kenneth Campbell – William Burnett, Paul Kozak, Harry Robertson – George Wilson, James Kemp, Frederick Botterill – George Goble, Douglas Keiver, Ralph Redding.
Francie: Michel Paccard – Jacques Lacarriére, Pierre Claret – Philippe Boyard, Miguel de Meziéres, Serge Renaud – Martin Payot, Albert Hassler, Paul Revoyaz – Marcel Couttet.
 Polsko –  Švédsko	3:0 (0:0, 3:0, 0:0)
17. února 1937 (22:45) – Londýn (Harringay Arena)

Branky Polska: 23. Adam Kowalski, 26. Mieczyslaw Burda, 28. Andrzej Wolkowski

Rozhodčí: Hans Trauttenberg (AUT), Géza Lator (HUN)
Polsko: Józef Stogowski – Witalis Ludwiczak, Kazimierz Sokolowski, Zbigniew Kasprzak – Czeslaw Marchewczyk, Andrzej Wolkowski, Adam Kowalski – Roman Stupnicki,  Mieczyslaw Burda, Rajmund Przedpelski.
Švédsko: Kurt Svanberg – Bertil Lundell, Axel Nilsson – Holger Engberg, Ruben Carlsson,  Olle Andersson – Bertil Norberg, Yngve Liljeberg, Åke Ericson – Wilhelm Petersén.
 Kanada –  Polsko 8:2 (3:1, 3:0, 2:1)
18. února 1937 (21:00) – Londýn (Wembley Empire Pool)

Branky Kanady: 5. Ralph Redding, 8. George Wilson, 14. William Burnett, 16. James Kemp, 23. George Wilson, 25. Ralph Redding, 37. George Wilson, 44. Ralph Redding

Branky Polska: 11. Czeslaw Marchewczyk, 45. Czeslaw Marchewczyk.

Rozhodčí: Hans Trauttenberg (AUT), Frank de Marwicz (ENG)
Kanada: Kenneth Campbell – William Burnett, Paul Kozak – George Wilson, James Kemp, Frederick Botterill – George Goble, Douglas Keiver, Ralph Redding - Thomas Almack.
Polsko: Henryk Przezdziecki – Witalis Ludwiczak, Zbigniew Kasprzak – Czeslaw Marchewczyk, Andrzej Wolkowski, Adam Kowalski - Rajmund Przedpelski, Roman Stupnicki, Mieczyslaw Kasprzycki – Kazimierz Sokolowski.
 Francie –  Švédsko	2:1 (0:1, 1:0, 1:0)
18. února 1937 (22:50) – Londýn (Harringay Arena)

Branky Francie: 28. Philippe Boyard, 41. Jacques Lacarriére

Branky Švédska: 13. Yngve Liljeberg

Rozhodčí: Frank de Marwitz (ENG), Hans Trauttenberg (AUT)
Francie: Michel Paccard – Jacques Lacarriére, Pierre Claret – Philippe Boyard, Miguel de Meziéres, Serge Renaud – Martin Payot, Albert Hassler, Paul Revoyaz – Pierre Lorin.
Švédsko: Bengt Liedstrand – Bertil Lundell, Yngve Liljeberg – Bertil Norberg, Wilhelm Petersén, Åke Ericson – Holger Engberg, Ruben Carlsson,  Olle Andersson.
 Polsko –  Francie 7:1 (2:1, 3:0, 2:0)
19. února 1937 (16:00) – Londýn (Wembley Empire Pool)

Branky Polska: 7. Czeslaw Marchewczyk, 14. Andrzej Wolkowski, 22. Roman Stupnicki, 24. Andrzej Wolkowski, 26. Kazimierz Sokolowski, 38. Roman Stupnicki, 44. Adam Kowalski

Branky Francie: 6. Pierre Lorin

Rozhodčí: André Poplimond (BEL), Sándor Minder (HUN)
Polsko: Józef Stogowski – Witalis Ludwiczak, Kazimierz Sokolowski, Zbigniew Kasprzak – Czeslaw Marchewczyk, Andrzej Wolkowski, Adam Kowalski – Roman Stupnicki,  Mieczyslaw Burda, Józef Kulig.
Francie: Gérard Lambert – Pierre Lorin, Pierre Claret – Martin Payot, Marcel Couttet, Paul Revoyaz – Philippe Boyard, Roger Ete, Serge Renaud.
 Kanada –  Švédsko	9:0 (4:0, 2:0, 3:0)
19. února 1937 (21:00) – Londýn (Wembley Empire Pool)

Branky Kanady: 4. Ralph Redding, 6. Jack Forsay, 6. Frederick Botterill, 14. George Goble, 16. Frederick Botterill, 21. Frederick Botterill, 33. William Burnett, 34. William Burnett, 36. William Burnett

Rozhodčí: Natan Ališ (TCH), Frank de Marwitz (ENG)
Kanada: Kenneth Campbell – William Burnett, Harry Robertson – George Wilson, James Kemp, Frederick Botterill – George Goble, Jack Forsay, Ralph Redding - Douglas Keiver.
Švédsko: Kurt Svanberg – Bertil Lundell, Axel Nilsson, Erik Persson – Bertil Norberg, Wilhelm Petersén, Yngve Liljeberg – Holger Engberg, Ruben Carlsson,  Olle Andersson.

### Semifinále A
|    |         | CAN  | GER  | TCH  | FRA  | V | R | P | Skóre | B |
| 1. | Kanada  | ***  | 5:0  | 3:0  | 13:1 | 3 | 0 | 0 | 21:1  | 6 |
| 2. | Německo | 0:5  | ***  | 2:1p | 5:0  | 2 | 0 | 1 | 7:6   | 4 |
| 3. | ČSR     | 0:3  | 1:2p | ***  | 8:1  | 1 | 0 | 2 | 9:6   | 2 |
| 4. | Francie | 1:13 | 0:5  | 1:8  | ***  | 0 | 0 | 3 | 2:26  | 0 |

 Československo –  Kanada 0:3 (0:0, 0:2, 0:1)
20. února 1937 (21:00) – Londýn (Harringay Arena)

Branky a nahrávky Kanady: 17. Frederick Botterill (James Kemp), 29. Jack Forsay, 43. Frederick Botterill (George Wilson).

Rozhodčí: Frank de Marwitz (ENG), Alexandru Botez (ROM)

Vyloučení: 0:0
ČSR: Bohumil Modrý – Jan Košek (24. František Pácalt), Jan Michálek – František Pergl, Josef Maleček, Oldřich Kučera – Ladislav Troják, Zdeněk Jirotka, Drahoš Jirotka.
Kanada: Kenneth Campbell – William Burnett, Paul Kozak, Harry Robertson – George Wilson, James Kemp, Frederick Botterill – Ralph Redding, George Goble, Jack Forsay - Douglas Keiver.
 Německo –  Francie 5:0 (1:0, 3:0, 1:0)
20. února 1937 (22:45) - Londýn (Wembley Empire Pool)

Branky Německa: 1:0 a 2:0 Roman Kessler, 3:0 Karl Kögel, 4:0 Herbert Schibukat, 5:0 Philipp Schenk.

Rozhodčí: Carl Erhardt (GBR), Hans Trauttenberg (AUT)
Německo: Wilhelm Egginger – Rolf Haffner, Gustav Jaenecke, Horst Orbanowski - Philipp Schenk, Rudolf Ball, Hans Lang – Karl Kögel, Roman Kessler, Herbert Schibukat.
Francie: Michel Paccard – Jacques Lacarriére, Pierre Claret – Philippe Boyard, Miguel de Meziéres, Serge Renaud – Albert Hassler, Marcel Couttet, Roger Ete.
 Kanada –  Německo 5:0 (0:0, 3:0, 2:0)
21. února 1937 (21:00) - Londýn (Wembley Empire Pool)

Branky Kanady: 16. George Wilson, 17. Paul Kozak, 25. James Kemp, 34. James Kemp, 36. Ralph Redding.

Rozhodčí: Paul Loicq (BEL), Frank de Marwitz (ENG)
Kanada: Kenneth Campbell – William Burnett, Paul Kozak, Harry Robertson – George Wilson, James Kemp, Frederick Botterill – Ralph Redding, George Goble, Jack Forsay.
Německo: Wilhelm Egginger – Rolf Haffner, Horst Orbanowski - Hans Lang, Philipp Schenk, Karl Wild – Karl Kögel, Roman Kessler, Herbert Schibukat.
 Kanada –  Francie 13:1 (2:0, 4:0, 7:1)
22. února 1937 (21:00) - Londýn (Harringay Arena)

Branky a nahrávky Kanady: 1:0 George Wilson, 2:0 Jack Forsay, 3:0 George Goble, 4:0 Jack Forsay, 5:0 George Goble (Ralph Redding), 6:0 Ralph Redding, 7:0 Frederick Botterill, 8:0 Botteril, 9:0 Ralph Redding (George Goble), 10:0 Ralph Redding, 11:0 William Burnett, 12:1 Jack Forsay, 13:1 Jack Forsay

Branky Francie: 11:1 Philippe Boyard.

Rozhodčí: Frank de Marwicz (ENG), Tadeusz Sachs (POL) 
Kanada: Kenneth Campbell – William Burnett, Paul Kozak, Harry Robertson – George Wilson, James Kemp, Frederick Botterill – Ralph Redding, George Goble, Jack Forsay.
Francie: Michel Paccard – Jacques Lacarriére, Pierre Claret – Philippe Boyard, Miguel de Meziéres, Serge Renaud – Marcel Couttet, Roger Ete,  Paul Revoyaz – Martin Payot.
 Československo –  Francie 8:1 (3:1, 1:0, 4:0)
22. února 1937 (22:45) – Londýn (Harringay Arena)

Branky a nahrávky Československa: 3. Josef Maleček, 11. Alois Cetkovský, 16. Oldřich Kučera, 27. Drahoš Jirotka (Ladislav Troják), 35. Josef Maleček, 35. Josef Maleček (Oldřich Kučera), 41. Josef Maleček, 43. Josef Maleček

Branky a nahrávky Francie: 9. Paul Revoyaz (Martin Payot).

Rozhodčí: André Poplimont (BEL), Hans Trauttenberg (AUT)

Vyloučení: 2:6 (využití 0:0, v oslabení 1:0)
ČSR: Bohumil Modrý – Jan Michálek, Jan Košek, Vilibald Šťovík – František Pergl, Josef Maleček, Oldřich Kučera – Ladislav Troják, Alois Cetkovský, Drahoš Jirotka.
Francie: Michel Paccard – Jacques Lacarriére, Pierre Claret – Philippe Boyard, Miguel de Meziéres, Paul Revoyaz – Serge Renaud, Albert Hassler, Marcel Couttet - Martin Payot.
 Československo –  Německo 1:2 (0:0, 1:0, 0:1 – 0:0, 0:0, 0:1pp)
23. února 1937 (22:45) – Londýn (Wembley Empire Pool)

Branky a nahrávky Československa: 20. Jaroslav Císař (Alois Cetkovský).

Branky Německa: 42. Roman Kessler, 66. Karl Kögel

Rozhodčí: André Poplimont (BEL), Carl Erhardt (ENG)

Vyloučení: 3:9 (využití 0:0)
ČSR: Bohumil Modrý –  Jan Košek, Jan Michálek, František Pácalt – František Pergl, Josef Maleček, Oldřich Kučera – Ladislav Troják, Alois Cetkovský, Jaroslav Císař.
Německo: Wilhelm Egginger – Horst Orbanowski, Rolf Haffner - Philipp Schenk, Rudolf Ball, Hans Lang – Herbert Schibukat, Roman Kessler, Karl Kögel – Günther Kelch.

### Semifinále B
|    |                | GBR  | SUI | POL  | HUN | V | R | P | Skóre | B |
| 1. | Velká Británie | ***  | 3:0 | 11:0 | 5:0 | 3 | 0 | 0 | 19:0  | 6 |
| 2. | Švýcarsko      | 0:3  | *** | 1:0  | 4:2 | 2 | 0 | 1 | 5:5   | 4 |
| 3. | Polsko         | 0:11 | 0:1 | ***  | 4:0 | 1 | 0 | 2 | 4:12  | 2 |
| 4. | Maďarsko       | 0:5  | 2:4 | 0:4  | *** | 0 | 0 | 3 | 2:13  | 0 |

 Velká Británie –  Švýcarsko	3:0 (0:0, 2:0, 1:0)
20. února 1937 (21:00) - Londýn (Wembley Empire Pool)

Branky Velké Británie: 5. Gordon Dailley, 19. John Davey, 38. James Chappell

Rozhodčí: Hans Trauttenberg (AUT), Theo Kaufmann (GER)
Velká Británie: James Foster – Gordon Dailley, Jimmy Anderson – Alexander Archer, Archibald Stinchcombe, Jimmy Kelly – John Davey, James Chappell, John Coward – Edgar Brenchley.
Švýcarsko: Arnold Hirtz – Franz Geromini, Albert Geromini – Richard Torriani, Hans Cattini, Ferdinand Cattini – Charles Kessler, Heini Lohrer, Herbert Kessler – Beat Rüedi.
 Polsko –  Maďarsko 4:0 (1:0, 1:0, 2:0)
20. února 1937 (22:45) - Londýn (Harringay Arena)

Branky Polska: 13. Andrzej Wolkowski, 23. Roman Stupnicki, 36. Adam Kowalski, 41. Roman Stupnicki

Rozhodčí: André Poplimont (BEL), Frank de Marwitz (ENG)
Polsko: Józef Stogowski – Witalis Ludwiczak, Zbigniew Kasprzak – Czeslaw Marchewczyk, Andrzej Wolkowski, Adam Kowalski – Roman Stupnicki,  Mieczyslaw Burda, Kazimierz Sokolowski – Mieczyslaw Kasprzycki.
Maďarsko: István Hircsák – Miklós Barcza, Pál Bekési-Bliesener – Béla Háray, Sándor Miklós, András Gergély – Zoltán Jeney, György Margó, László Róna - Róbert Lonyai.
 Velká Británie –  Polsko	11:0 (5:0, 4:0, 2:0)
21. února 1937 (21:00) - Londýn (Harringay Arena)

Branky Velké Británie: 1:0 John Davey, 2:0 Edgar Brenchley, 3:0 Jimmy Kelly, 4:0 Norm McQuade, 5:0 John Davey, 6:0 Archibald Stinchcombe, 7:0 Alexander Archer, 8:0 Archibald Stinchcombe, 9:0 Gordon Dailley, 10:0 Alexander Archer, 11:0 Jimmy Anderson.

Rozhodčí: André Poplimont (BEL), Hans Trauttenberg (AUT)
Velká Británie: James Foster – Gordon Dailley, Jimmy Anderson – Alexander Archer, Archibald Stinchcombe, Jimmy Kelly –  John Davey, Edgar Brenchley, Norm McQuade – John Coward
Polsko: Henryk Przezdziecki – Witalis Ludwiczak, Zbigniew Kasprzak – Czeslaw Marchewczyk, Andrzej Wolkowski, Adam Kowalski – Roman Stupnicki,  Mieczyslaw Burda, Mieczyslaw Kasprzycki – Kazimierz Sokolowski.
 Švýcarsko –  Maďarsko 	4:2 (0:1, 2:1, 2:0)
21. února 1937 (22:45) - Londýn (Wembley Empire Pool)

Branky Švýcarska: 20. Richard Torriani, 23. Ferdinand Cattini, 34. Richard Torriani, 44. Albert Geromini.

Branky Maďarska: 8. Zoltán Jeney, 26. Zoltán Jeney.

Rozhodčí: Frank de Marwitz (ENG), Theo Kaufmann (GER)
Švýcarsko: Arnold Hirtz – Franz Geromini, Albert Geromini – Richard Torriani, Hans Cattini, Ferdinand Cattini – Charles Kessler, Heini Lohrer, Herbert Kessler – Beat Rüedi.
Maďarsko: István Hircsák – Miklós Barcza, Pál Bekési-Bliesener – Zoltán Jeney, Sándor Miklós, András Gergély – Béla Háray, György Margó, Laszló Blazejovsky.
 Velká Británie –  Maďarsko 5:0 (2:0, 2:0, 1:0)
22. února 1937 (21:00) - Londýn (Wembley Empire Pool)

Branky Velké Británie: 1. James Chappell, 15. Gordon Dailley, 18. James Chappell, 23. Gordon Dailley, 37. Alexander Archer

Rozhodčí: Natan Ališ (TCH), André Poplimont (BEL)
Velká Británie: James Foster – Gordon Dailley, Jimmy Anderson – Alexander Archer, Archibald Stinchcombe, Jimmy Kelly – John Davey, James Chappell, Norm McQuade – Edgar Brenchley.
Maďarsko: István Hircsák – László Róna, Pál Bekési-Bliesener – Zoltán Jeney, Sándor Miklós, András Gergély – Ferenc Szamósi, György Margó, Laszló Blazejovsky.
 Švýcarsko –  Polsko 1:0 (0:0, 1:0, 0:0)
22. února 1937 (22:45) - Londýn (Harringay Arena)

Branky Švýcarska: 28. Richard Torriani

Rozhodčí: Hans Trauttenberg (AUT), Frank de Marwitz (ENG)
Švýcarsko: Arnold Hirtz – Franz Geromini, Albert Geromini – Richard Torriani, Hans Cattini, Ferdinand Cattini – Charles Kessler, Heini Lohrer, Herbert Kessler – Beat Rüedi.
Polsko: Józef Stogowski – Witalis Ludwiczak, Zbigniew Kasprzak – Czeslaw Marchewczyk, Andrzej Wolkowski, Adam Kowalski – Roman Stupnicki,  Mieczyslaw Burda, Kazimierz Sokolowski – Mieczyslaw Kasprzycki.

### Finále
|    |                | CAN  | GBR  | SUI  | GER | V | R | P | Skóre | B |
| 1. | Kanada         | ***  | 3:0  | 2:1p | 5:0 | 3 | 0 | 0 | 10:1  | 6 |
| 2. | Velká Británie | 0:3  | ***  | 2:0p | 5:0 | 2 | 0 | 1 | 7:3   | 4 |
| 3. | Švýcarsko      | 1:2p | 0:2p | ***  | 6:0 | 1 | 0 | 2 | 7:4   | 2 |
| 4. | Německo        | 0:5  | 0:5  | 0:6  | *** | 0 | 0 | 3 | 0:16  | 0 |

 Velká Británie –  Švýcarsko	2:0 (0:0, 0:0, 0:0 – 0:0, 0:0, 2:0 pp)
25. února 1937 (21:00) – Londýn (Wembley Empire Pool)

Branky a nahrávky  Velké Británie: 58. Edgar Brenchley (Archibald Stinchcombe), 62. John Davey.

Rozhodčí: Hans Trauttenberg (AUT), André Poplimont (BEL)
Velká Británie: James Foster – Gordon Dailley, Jimmy Anderson – Alexander Archer, Archibald Stinchcombe, Jimmy Kelly – John Davey, Edgar Brenchley, James Chappell - Norm McQuade.
Švýcarsko: Arnold Hirtz – Franz Geromini, Christian Badrutt – Richard Torriani, Hans Cattini, Ferdinand Cattini – Charles Kessler, Heini Lohrer, Herbert Kessler – Beat Rüedi.
 Kanada –  Německo 5:0 (1:0, 2:0, 2:0)
25. února 1937 (21:00) – Londýn (Harringay Arena)

Branky Kanady: 1:0 Jack Forsay, 27. Ralph Redding, 29. James Kemp, 4:0 Ralph Redding, 5:0 Jack Forsay.

Rozhodčí: Frank de Marwicz (ENG), Sándor Minder (HUN)
Kanada: Kenneth Campbell – William Burnett, Paul Kozak, Harry Robertson – George Goble, Jack Forsay, Ralph Redding – George Wilson, James Kemp, Frederick Botterill.
Německo: Theo Kaufmann – Karl Kögel, Rolf Haffner - Karl Wild, Hans Lang, Philipp Schenk – Walter Schmiedinger, Roman Kessler, Günther Kelch – Herbert Schibukat.
 Švýcarsko –  Německo 6:0 (2:0, 2:0, 2:0)
26. února 1937 – Londýn (Wembley Empire Pool)

Branky a nahrávky Švýcarska: 1. Ferdinand Cattini, 12. Hans Cattini, 21. Hans Cattini, 26. Heini Lohrer (Charles Kessler), 32. Richard Torriani (Hans Cattini), 43. Hans Cattini.

Rozhodčí: Sándor Minder (HUN), Tadeusz Sachs (POL)
Švýcarsko: Arnold Hirtz – Franz Geromini, Franz Geromini – Richard Torriani, Hans Cattini, Ferdinand Cattini – Charles Kessler, Heini Lohrer, Herbert Kessler.
Německo: Wilhelm Egginger – Horst Orbanowski, Rolf Haffner - Rudolf Ball, Philipp Schenk, Hans Lang – Roman Kessler, Herbert Schibukat, Karl Kögel – Karl Wild.
 Velká Británie –  Kanada 0:3 (0:1, 0:1, 0:1)
26. února 1937 (21:00) – Londýn (Harringay Arena)

Branky a nahrávky Kanady: 13. George Goble, 25. Ralph Redding (George Goble), 44. Ralph Redding.

Rozhodčí: Natan Ališ (TCH), André Poplimont (BEL)
Velká Británie: James Foster – Gordon Dailley, Jimmy Anderson – Alexander Archer, Archibald Stinchcombe, Jimmy Kelly – John Davey, Edgar Brenchley, James Chappell - John Coward.
Kanada: Kenneth Campbell – William Burnett, Paul Kozak, Harry Robertson – George Goble, Jack Forsay, Ralph Redding – George Wilson, James Kemp, Frederick Botterill.
 Kanada –  Švýcarsko 2:1 (1:0, 0:1, 0:0 – 0:0, 1:0 pp)
27. února 1937 (21:00) – Londýn (Harringay Arena)

Branky a nahrávky Kanady: 0:25 James Kemp (Jack Forsay), 58. George Goble.

Branky a nahrávky Švýcarska: 27. Charles Kessler (Heini Lohrer).

Rozhodčí: Paul Loicq (BEL), Frank de Marwicz (ENG)
Kanada: Kenneth Campbell – William Burnett, Paul Kozak, Harry Robertson – James Kemp, Jack Forsay, Frederick Botterill – George Goble, George Wilson, Ralph Redding.
Švýcarsko: Arnold Hirtz – Franz Geromini, Christian Badrutt – Richard Torriani, Hans Cattini, Ferdinand Cattini – Charles Kessler, Heini Lohrer, Herbert Kessler – Beat Rüedi.
 Velká Británie –  Německo 5:0 (3:0, 1:0, 1:0)
27. února 1937 (21:00) – Londýn (Wembley Empire Pool)

Branky a nahrávky Velké Británie: 2. John Davey, 8. Edgar Brenchley (Alexander Archer), 18. Archibald Stinchcombe (Alexander Archer), 29. Gordon Dailley, 50. Edgar Brenchley.

Rozhodčí: André Poplimont (BEL), Sándor Minder (HUN)
Velká Británie: James Foster – Gordon Dailley, Jimmy Anderson – Alexander Archer, Edgar Brenchley, Archibald Stinchcombe –John Davey,  James Chappell, Jimmy Kelly - John Coward.
Německo: Wilhelm Egginger – Horst Orbanowski, Rolf Haffner - Karl Kögel, Rudolf Ball, Walter Schmiedinger – Philipp Schenk, Roman Kessler, Karl Wild - Günther Kelch.

### O 5.- 8. místo
|    |          | HUN  | TCH | FRA  | POL  | V | R | P | Skóre | B |
| 5. | Maďarsko | ***  | 0:0 | 5:1  | scr. | 1 | 1 | 0 | 5:1   | 3 |
| 6. | ČSR      | 0:0  | *** | 3:1  | 1:0  | 1 | 1 | 0 | 3:1   | 3 |
| 7. | Francie  | 1:5  | 1:3 | ***  | scr. | 0 | 0 | 2 | 2:8   | 0 |
| 8. | Polsko   | scr. | 0:1 | scr. | ***  | * | * | * | *     | * |

- Polsko ze soutěže odstoupilo.

 Maďarsko –  Francie 5:1 (1:0, 2:0, 2:1)
25. února 1937 (22:45) – Londýn (Harringay Arena)

Branky Maďarska: 1:0 Pál Bekési-Bliesener, 2:0 László Róna, 3:0 György Margó, 4:1 Zoltán Jeney, 5:1 Zoltán Jeney.

Branky Francie: 3:1 Pierre Claret

Rozhodčí: Frank de Marwicz (ENG), Theo Kaufmann (GER)
Maďarsko: István Hircsák – Miklós Barcza, Pál Bekési-Bliesener – Zoltán Jeney, Sándor Miklós, András Gergély – Béla Háray, György Margó, László Róna – Laszló Blazejovsky.
Francie: Michel Paccard – Jacques Lacarriére, Pierre Claret – Philippe Boyard, Miguel de Meziéres, Serge Renaud – Marcel Couttet, Albert Hassler, Paul Revoyaz – Martin Payot.
 Československo –  Polsko 1:0 (0:0, 0:0, 1:0)
25. února 1937 (22:45) – Londýn (Wembley Empire Pool)

Branky Československa: 45. Josef Maleček.

Rozhodčí: André Poplimont (BEL), Hans Trauttenberg (AUT)

Vyloučení: 3:7 (využití 0:0)
ČSR: Bohumil Modrý – Jan Michálek, Jan Košek, František Pácalt – František Pergl, Josef Maleček, Oldřich Kučera – Ladislav Troják, Alois Cetkovský, Jaroslav Císař.
Polsko: Józef Stogowski – Witalis Ludwiczak, Zbigniew Kasprzak – Kazimierz Sokolowski, Andrzej Wolkowski, Adam Kowalski – Czeslaw Marchewczyk, Roman Stupnicki,  Mieczyslaw Burda.
 Maďarsko –  Polsko		nehráno
26. února 1937 (22:45) – Londýn (Wembley Empire Pool)
 Československo –  Francie 3:1 (1:0, 1:0, 1:1)
26. února 1937 (22:45) – Londýn (Harringay Arena)

Branky a nahrávky Československa: 8. Oldřich Kučera, 25. Ladislav Troják (Alois Cetkovský), 38. František Pergl

Branky Francie: 45. Paul Revoyaz

Rozhodčí: Hans Trauttenberg (AUT), Frank de Marwicz (ENG)

Vyloučení: 2:3 (využití 0:0)
ČSR: Bohumil Modrý – Jan Michálek, Jan Košek – František Pergl, Josef Maleček, Oldřich Kučera – Ladislav Troják, Zdeněk Jirotka, Drahoš Jirotka – Alois Cetkovský.
Francie: Gérard Lambert – Jacques Lacarriére, Pierre Claret –  Philippe Boyard, Miguel de Meziéres, Serge Renaud – Marcel Couttet, Albert Hassler, Paul Revoyaz – Roger Ete.
 Československo –  Maďarsko 0:0
27. února 1937 (22:45) – Londýn (Wembley Empire Pool)

Rozhodčí: André Poplimont (BEL), Theo Kaufmann (GER)
ČSR: Antonín Houba – Jan Michálek, Jan Košek, František Pácalt – František Pergl, Josef Maleček, Oldřich Kučera –  Alois Cetkovský, Zdeněk Jirotka, Jaroslav Císař – Ladislav Troják.
Maďarsko: István Hircsák – Miklós Barcza, Pál Bekési-Bliesener – Zoltán Jeney, Sándor Miklós, András Gergély – Béla Háray, György Margó, László Róna – Laszló Blazejovsky.
 Polsko –  Francie nehráno
27. února 1937 (22:45) – Londýn (Harringay Arena)

## Soupisky

### Soupiska Kanady
Kanada (Kimberley Dynamiters)

Brankář: Kenneth Campbell.

Obránci: William Burnett, Paul Kozak, Harry Robertson.

Útočníci: Ralph Redding, Frederick Botterill, George Goble, George Wilson, Thomas Almack, James Kemp, Douglas Keiver, Jack Forsay, Hugo Mackie, Eric Hornquist.

Trenér: John Achtzener.

### Soupiska Velké Británie
Velká Británie

Brankář: James Foster, Scotty Milne.

Obránci: Gordon Dailley, Jimmy Anderson, Paul McPhail, Carl Erhardt.

Útočníci: John Davey, Alexander Archer, James Chappell, John Coward, Edgar Brenchley, Jimmy Kelly, Norm McQuade, Archibald Stinchcombe.

Trenér: Percy Nicklin.

### Soupiska Švýcarska
Švýcarsko 

Brankáři: Arnold Hirtz, Albert Künzler.

Obránci: Albert Geromini, Christian Badrutt, Franz Geromini.

Útočníci: Ferdinand Cattini, Hans Cattini, Max Keller, Charles Kessler, Herbert Kessler, Heini Lohrer, Beat Rüedi, Richard Torriani, Jürg Bachtold.

Trenér: Ulrich von Sury.

### Soupiska Německa
4.  Německo

Brankáři: Wilhelm Egginger, Theo Kaufmann.

Obránci: Horst Orbanowski, Rolf Haffner, Gustav Jaenecke.

Útočníci: Hans Lang, Philipp Schenk, Karl Wild, Rudolf Ball, Herbert Schibukat, Günther Kelch, Walter Schmiedinger, Roman Kessler, Karl Kögel.

Trenér: Bobby Bell (CAN)

### Soupiska Maďarska
5.  Maďarsko

Brankáři: István Hircsák, Mihály Apor.

Obránci: Miklós Barcza, Pál Bekési-Bliesener.

Útočníci: László Róna, Sándor Miklós, András Gergély, Béla Háray, Ferenc Szamósi, Zoltán Jeney, György Margó, Laszló Blazejovsky, Róbert Lonyai.

Trenér: Géza Lator.

### Soupiska Československa
6.  Československo

Brankáři: Bohumil Modrý, Antonín Houba.

Obránci: Jan Košek, Jan Michálek, František Pácalt, Vilibald Šťovík.

Útočníci: Ladislav Troják,  – Josef Maleček, Oldřich Kučera, František Pergl, Alois Cetkovský, Jaroslav Císař, Zdeněk Jirotka, Drahoš Jirotka.

### Soupiska Francie
7.  Francie

Brankáři: Michel Paccard, Gérard Lambert.

Obránci: Pierre Lorin, Jacques Lacarriére, Pierre Claret.

Útočníci: Martin Payot, Albert Hassler, Paul Revoyaz, Philippe Boyard, Miguel de Meziéres, Roger Ete, Serge Renaud, Charles Bertrand, Marcel Couttet.

### Soupiska Polska
8.  Polsko

Brankáři: Józef Stogowski, Henryk Przezdziecki.

Obránci: Witalis Ludwiczak, Kazimierz Sokolowski, Zbigniew Kasprzak.

Útočníci: Andrzej Wolkowski, Adam Kowalski, Czeslaw Marchewczyk, Roman Stupnicki, Mieczyslaw Kasprzycki, Mieczyslaw Burda, Rajmund Przedpelski, Józef Kulig.

Trenér: Tadeusz Sachs.

### Soupiska Norska
9.  Norsko

Brankář: Ernst Henriksen, Karl Agheim Andersen.

Obránci: Johan Narvestad, Kolbjörn Fjeldstad, Hans Jensen.

Útočníci: Eugen Skalleberg, Bjärne Bye, Gustav Edvardsen, Ole Brodahl, Knut Bögh, Per Dahl, Carsten Christiansen, Sverre Kristiansen, Eugen Martinsen, Tryggve Holten.

Trenér: Ivar Lytkis.

### Soupiska Švédska
10.  Švédsko

Brankáři: Bengt Liedstrand, Kurt Svanberg.

Obránci: Bertil Lundell, Axel Nilsson, Erik Persson.

Útočníci: Olle Andersson, Ruben Carlsson, Holger Engberg, Åke Ericson, Yngve Liljeberg, Bertil Norberg, Wilhelm Petersén.

Trenér: Carl Abrahamsson.

### Soupiska Rumunska
11.  Rumunsko

Brankáři: Emil Maesciuc, Pál Sprencz.

Obránci: Paul Anastasiu, Gheorghe Buia, Ladislau Engster.

Útočníci: Robert Sadowski, Anton Panenca, Wilhelm Suck, Lájos Vakar, Alexandru Botez, Laszló Biró, Iuliu Rabinovici, Constantin Cantacuzino, Ion Petrovici, Eduard Pana.

Trenér: Frank Quinn.

## Konečné pořadí
| 11. | Mistrovství světa | Z | V | R | P | Skóre | B  |
| --- | ----------------- | - | - | - | - | ----- | -- |
| 1.  | Kanada            | 9 | 9 | 0 | 0 | 60:4  | 18 |
| 2.  | Velká Británie    | 9 | 8 | 0 | 1 | 50:3  | 16 |
| 3.  | Švýcarsko         | 8 | 4 | 1 | 3 | 27:13 | 9  |
| 4.  | Německo           | 9 | 3 | 1 | 5 | 13:32 | 7  |
| 5.  | Maďarsko          | 8 | 2 | 2 | 4 | 13:24 | 6  |
| 6.  | ČSR               | 8 | 4 | 2 | 2 | 22:9  | 10 |
| 7.  | Francie           | 8 | 1 | 0 | 7 | 7:54  | 2  |
| 8.  | Polsko            | 7 | 3 | 0 | 4 | 16:22 | 6  |
| 9.  | Norsko            | 2 | 0 | 0 | 2 | 2:20  | 0  |
| 10. | Švédsko           | 3 | 0 | 0 | 3 | 1:14  | 0  |
| 11. | Rumunsko          | 3 | 0 | 0 | 3 | 3:19  | 0  |

| 22. | Mistrovství Evropy |
| 1.  | Velká Británie     |
| 2.  | Švýcarsko          |
| 3.  | Německo            |
| 4.  | Maďarsko           |
| 5.  | ČSR                |
| 6.  | Francie            |
| 7.  | Polsko             |
| 8.  | Norsko             |
| 9.  | Švédsko            |
| 10. | Rumunsko           |